# Alberite
Alberite est une commune de la communauté autonome de La Rioja, en Espagne.

## Démographie
| 1900 | 1910  | 1920  | 1930  | 1940  | 1950  | 1960  | 1970  | 1981  |
| ---- | ----- | ----- | ----- | ----- | ----- | ----- | ----- | ----- |
| 998  | 1 205 | 1 209 | 1 255 | 1 437 | 1 458 | 1 705 | 1 788 | 1 873 |

| 1991  | 2001  | 2011  | - | - | - | - | - | - |
| ----- | ----- | ----- | - | - | - | - | - | - |
| 1 948 | 2 086 | 2 690 | - | - | - | - | - | - |

## Administration

### Conseil municipal
La ville de Alberite comptait 2 422 habitants aux élections municipales du 26 mai 2019. Son conseil municipal (en espagnol : Pleno del Ayuntamiento) se compose donc de 11 élus.
| Parti | Parti                                    | Voix | %       | Élus   |
| ----- | ---------------------------------------- | ---- | ------- | ------ |
|       | Parti populaire (PP)                     | 734  | 53,27 % | 6 / 11 |
|       | Parti socialiste ouvrier espagnol (PSOE) | 644  | 46,73 % | 5 / 11 |

### Liste des maires
| Mandat    | Maire | Maire                       | Parti |
| --------- | ----- | --------------------------- | ----- |
| 2003-2007 |       | Juan Pablo Sicilia Ausejo   | PP    |
| 2007-2011 |       | Juan Pablo Sicilia Ausejo   | PP    |
| 2011-2015 |       | Juan Pablo Sicilia Ausejo   | PP    |
| 2015-2019 |       | Ignacio Jadraque Cabanillas | PSOE  |
| 2019-2023 |       | Sergio Tudelilla Laguardia  | PP    |